# ペルシア人の手紙
『ペルシア人の手紙』（ペルシアじんのてがみ、フランス語: Lettres persanes）は、1721年に匿名で出版されたシャルル・ド・モンテスキューによる書簡体小説で、2人のペルシア貴族ユスベクとリカがフランスを旅した体験について描かれている。

## 主題
- 比較宗教学
- 亡命
- ヒューマニズム
- ナショナル・アイデンティティとナショナリズム
- 人種
- 理性

## 日本語訳(新版)
- 『ペルシア人の手紙』 田口卓臣訳、講談社学術文庫、2020年。ISBN 4065193419 - 電子書籍版も刊